# La cocinerita / El cigarrito
La cocinerita / El cigarrito es el primer sencillo oficial del cantautor chileno Víctor Jara como solista. Fue lanzado en 1965 y pertenece al álbum Víctor Jara lanzado el año siguiente.

## Lista de canciones
| Lado A |                 |                   |          |  |
| N.º    | Título          | Escritor(es)      | Duración |  |
| 1.     | «La cocinerita» | popular argentina |          |  |

| Lado B |                |              |          |  |
| N.º    | Título         | Escritor(es) | Duración |  |
| 2.     | «El cigarrito» | Víctor Jara  |          |  |